# Waldhouse
Waldhouse – miejscowość i gmina we Francji, w regionie Grand Est, w departamencie Mozela.
Według danych na rok 1990 gminę zamieszkiwały 344 osoby, a gęstość zaludnienia wynosiła 52 osób/km² (wśród 2335 gmin Lotaryngii Waldhouse plasuje się na 711. miejscu pod względem liczby ludności, natomiast pod względem powierzchni na miejscu 866.).